# Partia Nowego Azerbejdżanu
Partia Nowego Azerbejdżanu (azer. Yeni Azərbaycan Partiyası, YAP) – azerskie największe działające ugrupowanie polityczne założone w 1992 roku przez późniejszego prezydenta Heydəra Əliyeva. Zajmuje 69 na 125 miejsc w Parlamencie Azerbejdżanu.
Obecnie na czele ugrupowania stoi İlham Əliyev, prezydent Azerbejdżanu od 2003 roku.